# Dagmar Lichius
Dagmar Lichius (* 11. Februar 1961) ist eine deutsche Filmeditorin.

## Leben
Dagmar Lichius ist seit 1990 als Editorin tätig. Ihr Schaffen umfasst die Montage von mehr als 40 abendfüllenden Spielfilmen, darunter zahlreiche Folgen der Krimireihen Tatort und Polizeiruf 110. Hinzu kommen noch zahlreiche kürzere Folgen von Fernsehserien wie Post Mortem – Beweise sind unsterblich oder Rentnercops: Jeder Tag zählt!. Am häufigsten arbeitet sie mit dem Regisseur Thomas Jauch zusammen, für den mehr als zehn Langfilme sowie etliche Serienfolgen montierte. Auch mit Christian von Castelberg, Anne Wild und Thomas Roth hat Lichius wiederholt zusammengearbeitet.
Für den Spielfilm Mein erstes Wunder wurde Dagmar Lichius 2004 mit dem Deutschen Fernsehpreis für den besten Schnitt ausgezeichnet. Zuvor hatte der Film 2003 den Max Ophüls Preis gewonnen. Beim Deutschen Fernsehpreis 2007 war Lichius erneut nominiert für ihre Arbeit an der RTL-Krimiserie Post Mortem – Beweise sind unsterblich.
Dagmar Lichius ist Mitglied im Bundesverband Filmschnitt Editor e. V. (BFS). Sie wohnt in Potsdam.

## Filmografie (Auswahl)
Die Quellen für die Filmografie sind: Filmportal, Filmdienst, und BFS-Profil, – jeweils gegengeprüft mit IMDb. Die Jahreszahlen der Quellen sind angepasst an das Erscheinungsjahr.
- 1990: Kommissarin Goedeke (Fernsehserie, Staffel 1, Folgen 1 & 2) – Regie: Bettina Woernle
- 1991: Kommissar Klefisch: Dienstvergehen (Fernsehreihe) – Regie: Wolf Dietrich & Gabriela Zerhau
- 1991: Nach Erzleben (Fernsehspielfilm) – Regie: Stefan Dähnert
- 1993: Ein Mann für meine Frau (Fernsehspielfilm) – Regie: Hartmut Griesmayr
- 1993: Das letzte Siegel (Kinospielfilm) – Regie: Stefan Dähnert
- 1993: Shiva und die Galgenblume (Dokumentarfilm) – weitere Editorin: Margit Bauer; Regie: Hans Georg Andres & Michaela Krützen
- 1995–1996: Die Partner (Fernsehserie, 8 Folgen) – Regie: Thomas Jauch
- 1997: SK Babies (Fernsehserie, 2 Folgen) – Regie: Martin Gies
- ab 1997: Tatort (Fernsehreihe)
  - 1997:  Der Teufel – Regie: Thomas Freundner
  - 2005:  Der Teufel vom Berg – Regie: Thomas Roth
  - 2010:  Kaltes Herz – Regie: Thomas Jauch
  - 2012:  Alter Ego – Regie: Thomas Jauch
  - 2012:  Mein Revier – Regie: Thomas Jauch
  - 2014:  Ohnmacht – Regie: Thomas Jauch
  - 2014:  Mord ist die beste Medizin – Regie: Thomas Jauch
  - 2017:  Tanzmariechen – Regie: Thomas Jauch
  - 2018:  Bausünden – Regie: Kaspar Heidelbach
  - 2019:  Der gute Weg – Regie: Christian von Castelberg
- 1998: Callboy (Fernsehspielfilm) – Regie: Susanne Hake
- 1999: Der blonde Affe (Fernsehspielfilm) – Regie: Thomas Jauch
- 1999: Die letzte Chance (Fernsehspielfilm) – Regie: Erwin Keusch
- 1999: Beckmann und Markowski: Gehetzt (Fernsehspielfilm) – Regie: Thomas Jauch
- 1999: Alphamann: Amok (Fernsehspielfilm) – Regie: Thomas Jauch
- 2000: Auf schmalem Grat (Fernsehspielfilm) – Regie: Erwin Keusch
- 2000: Und das ist erst der Anfang (Kinospielfilm) – Regie: Pierre Franckh
- 2001: Todesstrafe – Ein Deutscher hinter Gittern (Fernsehspielfilm) – Regie: Michael Wenning
- 2001: Ein Yeti zum Verlieben (Fernsehspielfilm) – Regie: Thorsten Schmidt
- 2002: Geliebte Diebin (Fernsehspielfilm) – Regie: Thomas Roth
- 2002: Ballett ist ausgefallen (Kurzfilm) – Regie: Anne Wild
- 2002: Mein erstes Wunder (Kinospielfilm) – Regie: Anne Wild
- 2002: Zu nah am Feuer (Fernsehspielfilm) – Regie: Dietmar Klein
- 2003: Geheimnisvolle Freundinnen (Fernsehspielfilm) – Regie: Oliver Elias, Uljana Havemann, Pit Rampelt & Lutz Winde
- 2004: Blond: Eva Blond!: Wie das Leben so spielt (Fernsehreihe) – Regie: Matthias Glasner
- 2004: Ein krasser Deal (Fernsehspielfilm) – Regie: Daniel Texter & Christina Fürneisen
- 2005: Der Mörder meines Vaters (Fernsehspielfilm) – Regie: Urs Egger
- 2006: Hänsel und Gretel (Fernsehspielfilm) – Regie: Anne Wild
- 2006: Das Geheimnis von St. Ambrose (Fernsehspielfilm) – Regie: Michael Wenning
- 2007: Post Mortem – Beweise sind unsterblich (Fernsehserie, 7 Folgen) – Regie: Thomas Jauch
- 2007: Die Weihnachtswette (Fernsehspielfilm) – Regie: Christian von Castelberg
- 2007: Deadline – Jede Sekunde zählt (Fernsehserie, 2 Folgen) – Regie: Thomas Jauch
- 2008: KDD – Kriminaldauerdienst (Fernsehserie, 3 Folgen) – Regie: Züli Aladag
- 2008: Schimanski: Schicht im Schacht (Fernsehreihe) – Regie: Thomas Jauch
- 2008: Trautmann: Die Hanno-Herz-Story (Fernsehreihe) – Regie: Thomas Roth
- 2009: Crashpoint – 90 Minuten bis zum Absturz (Fernsehspielfilm) – Regie: Thomas Jauch
- 2009: Der Kommissar und das Meer: Der Tod kam am Nachmittag (Fernsehreihe) – Regie: Thomas Roth
- 2009: Spreewaldkrimi: Der Tote im Spreewald (Fernsehreihe) – Regie: Christian von Castelberg
- 2009: Woche für Woche (Fernsehspielfilm) – Regie: Martin Gies
- 2010: Der Mann der über Autos sprang (Kinospielfilm) – Regie: Nick Baker-Monteys
- 2010: Schimanski: Schuld und Sühne (Fernsehreihe) – Regie: Thomas Jauch
- 2010: Der Kommissar und das Meer: Ein Leben ohne Lüge (Fernsehreihe) – Regie: Thomas Roth
- ab 2011: Polizeiruf 110 (Fernsehreihe)
  - 2011:  Feindbild – Regie: Eoin Moore
  - 2012:  Einer trage des anderen Last – Regie: Christian von Castelberg
  - 2015:  Sturm im Kopf – Regie: Christian von Castelberg
  - 2017:  Muttertag – Regie: Eoin Moore
  - 2020:  Söhne Rostocks
  - 2020:  Tod einer Toten
- 2013: Schwestern (Kinospielfilm) – Regie: Anne Wild
- 2013: Beste Freundinnen (Fernsehspielfilm) – Regie: Thomas Jauch
- 2014: Die Toten von Hameln (Fernsehspielfilm) – Regie: Christian von Castelberg
- 2014: Bella Block: Für immer und immer (Fernsehreihe) – Regie: Christian von Castelberg
- 2014–2015: Der Bestatter (Fernsehserie, 4 Folgen der Staffel 2 & 3) – Regie: Chris Niemeyer
- 2015: Besser spät als nie (Fernsehspielfilm) – Regie: Christoph Schnee
- 2015: Zorn – Wo kein Licht (Fernsehreihe) – Regie: Christoph Schnee
- 2016: Im Nirgendwo (Fernsehspielfilm) – Regie: Katalin Gödrös
- 2016–2017: Rentnercops: Jeder Tag zählt! (Fernsehserie, 4 Folgen der Staffel 2) – Regie: Christoph Schnee
- 2017: Leanders letzte Reise (Kinospielfilm) – Regie: Nick Baker-Monteys
- 2017: Lobbyistin (Fernsehserie, 6 Folgen) – Regie: Sven Nagel
- 2017: Tatort: Tanzmariechen (Fernsehreihe)
- 2019: Nord bei Nordwest – Gold! (Fernsehspielfilm) – Regie: Christian Theede
- 2019: Friesland: Asche zu Asche (Fernsehreihe) – Regie: Sven Nagel
- 2021: Breisgau – Bullenstall (Fernsehreihe)
- 2022: Der Ranger – Paradies Heimat: Himmelhoch
- 2022: Der Ranger – Paradies Heimat: Zusammenhalt